# Annika Schmidt (Fußballspielerin, 1993)
Annika Schmidt (* 4. Mai 1993 in Herrenberg) ist eine deutsche Fußballspielerin.

## Karriere
In der Jugend spielte Schmidt beim FC Gärtringen und wechselte im Jahr 2004 zum Nachwuchs des Vfl Sindelfingen. Seit der Saison 2009/10 war sie Bestandteil der Zweitligamannschaft Sindelfingens. Nach 13 beziehungsweise elf Einsätzen in ihren ersten beiden Spielzeiten kam sie in der Saison 2011/12 lediglich zu einem einzigen Einsatz. Diesen absolvierte sie am 6. Mai 2012 im Spiel gegen den 1. FC Köln auf der für sie ungewohnten Position als Torhüterin. An diesem Spieltag war die etatmäßige Torfrau Simone Holder nach einer roten Karte, die sie zwei Spiele zuvor gesehen hatte, gesperrt und die Ersatztorhüterin Kristina Schnüll musste nach einem Zusammenprall mit ihrer Mitspielerin Tamar Dongus in der zweiten Halbzeit verletzt den Platz verlassen. Am Ende der Saison stieg Sindelfingen als Meister der Südstaffel der 2. Bundesliga in die Frauen-Bundesliga auf. Schmidt debütierte dort am 3. Oktober 2012 im Auswärtsspiel beim FCR 2001 Duisburg, als sie gegen Spielende für Jana Spengler eingewechselt wurde. 
Im Herbst 2013 verließ Schmidt Sindelfingen und ging für ihr Studium an die University of Louisiana at Lafayette, wo sie im Ragin Cajuns Women Soccer Team spielte. Sie war die erste europäische Rekrutin von Cheftrainer Scot Wieland für die Ragin' Cajuns und spielte dort bis 2016.